# Hærdovn
En hærdovn er en smelteovn til metaller, hvor flammen går hen over det metal, der skal smeltes. Den kaldes også en reverbérovn, fordi varmen kastes tilbage fra hvælvingen over metallet.